# Ceny Anděl 2010
Ceny Akademie populární hudby Anděl 2010 byly vyhlášeny 23. února v Incheba Aréně na pražském Výstavišti. Žánrové ceny byly předány před slavnostním ceremoniáloem. Nominace byly vyhlášeny 24. ledna 2011.

## Ceny a nominace

### Hlavní ceny

#### Skupina roku
- Nightwork – Tepláky aneb Kroky Františka Soukupa
- Kryštof – Jeviště
- Toxique – Outlet People

#### Zpěvák roku
- David Koller – Teď a tady
- Petr Muk – V bludišti dnů
- Xindl X – Praxe Relativity

#### Zpěvačka roku
- Lucie Bílá – Bílé Vánoce Lucie Bílé
- Hana Hegerová – Mlýnské kolo v srdci mém
- Lucie Vondráčková – Dárek

#### Objev roku
- Republic of Two – Raising the Flag
- Embassy – Svévolná diplomacie
- Martin Chodúr – Let´s Celebrate

#### Album roku
- Nightwork – Tepláky aneb Kroky Františka Soukupa
- Hana Hegerová – Mlýnské kolo v srdci mém
- Toxique – Outlet People

#### Skladba roku
- Debbi – Touch The Sun
- Nightwork – Tepláky
- Xindl X – Láska v housce

#### Videoklip roku
- Nightwork – Tepláky
- David Koller – Ty a já
- Xindl X – Láska v housce

#### Nejprodávanější deska roku
- Kabát – Banditi di Praga

#### Síň slávy
- Petr Muk (in memoriam)

### Ceny za dvacetiletí
- zpěvák dvacetiletí: Jaromír Nohavica
- zpěvačka dvacetiletí: Lucie Bílá
- skupina dvacetiletí: Lucie
- interpret dvacetiletí: Lucie
- album dvacetiletí: Lucie – Černý kočky mokrý žáby

### Žánrové ceny

#### World music
- BezoBratři – Bezobav
- Al-Yaman – Insanyya
- Garcia – Before Dawn
- Zuzana Lapčíková – Marija Panna přečistá

#### Jazz & blues
- Najponk, Ondřej Pivec, Gregory Hutchinson – It's About Time
- Dan Bárta & Robert Balzar Trio – Theyories
- Ondřej Štveráček – What's Outside

#### Ska & reggae
- Pub Animals – Safar-I
- Bug'n'Dub – Journey to Babylon
- The Spankers – Boom! Bang! Pow! You Know

#### Alternativní hudba
- Dva – Hu
- C – Opus Vulgaris
- katsa.theo – Porto

#### Folk & country
- Traband – Domasa
- Jananas – Jananas
- Radůza – Miluju vás

#### Hard & heavy
- Malignant Tumour – Earthshaker
- Dark Gamballe – Pochyby
- Insania – Kult hyeny

#### Hip hop & r'n'b
- Prago Union – Dezorient Express
- Bonus – Konec civilizace
- James Cole – Halucinace ze 3. patra
- PSH – Epilog

#### Elektronická hudba
- Kubatko – Vzduchoplavec
- Monika Načeva a Tim Wright – The Sick Rose
- Magnetik – Projektor